# Stichting De Roos
Stichting De Roos is een bibliofiele uitgeverij, in juni 1945 opgericht door Chris Leeflang, Charles Nypels en G.M. van Wees, alle drie uit Utrecht. De naam was mede gekozen als een eerbetoon aan de boekverzorger en letterontwerper S.H. de Roos. Het doel van de stichting is het uitgeven van (geïllustreerde) literaire uitgaven voor bibliofielen, die in een oplage van 175 exemplaren geproduceerd worden.
De eerste reeks uitgaven startte in 1946; in 2020 waren inmiddels 190 titels verschenen. Het bekendste (en antiquarisch meest kostbare) boek van Stichting De Roos is Regelmatige vlakverdeling (1958), geschreven en geïllustreerd door Maurits Cornelis Escher. Ook Jan van Krimpen, Jan Bons, Willem Sandberg, Helmut Salden, Atie Siegenbeek van Heukelom, Harry N. Sierman, Kees Nieuwenhuijzen, Irma Boom, Alfons van Heusden, Dirk van Gelder en Simon Koene ontwierpen uitgaven voor De Roos.
Het archief bevindt zich nu in Museum Meermanno in Den Haag; enkele grotere (universiteits)bibliotheken bezitten de volledige reeks van uitgaven.

## Citaat
In de eerste prospectus stond: "Het maken dus van boeken en drukwerken
enkel om de ongerepte en dus ook onbaatzuchtige liefde voor typografie en kunst, in
alle denkbare vormen waarin deze kunnen samengaan."